# لواء المتطوعين الإستوني الثالث
لواء المتطوعين الإستوني الثالث ( (بالألمانية: 3. Estnische SS Freiwilligen Brigade) Estnische SS Freiwilligen لواء ) كان تشكيل ألماني تابع لفافن إس إس خلال الحرب العالمية الثانية. تم تشكيله في مايو 1943، عندما تم تحديث الفيلق الإستوني ( Estnische SS Legion ). الاسم الأول الذي تم اختياره للواء كان لواء المتطوعين الإستوني إس إس، حتى أكتوبر 1943، عندما تم ترقيم جميع ألوية إس إس بحيث أصبحت أخيرًا لواء المتطوعين الإستونيين الثالث. تم توسيع اللواء ليصبح قسمًا وتمت إعادة تسميته في 23 يناير 1944.

## قائد
- Obersturmbannführer فرانز اوغسبيرغر (22 أكتوبر 1943 - 21 يناير 1944)